# Morten Kjems
Morten Kjems (født 1965) er en tidligere dansk atlet. Han var medlem af Kolding KFUM (-1983), Viby IF (1986-1989), Aarhus 1900 (1990-).
Kjems er i dag lektor i samfundsfag og filosofi på Kolding Gymnasium .
Morten Kjems træner var Erik Barslev.

## Internationale mesterskaber
- 1986 EM 200 meter 23. plads 21.84
- 1986 EM 100 meter 27. plads 10.78

## Danske mesterskaber
- Guld 1990 60 meter inde 1 6.88
- Bronze 1989 100 meter 10.71
- Sølv 1988 200 meter 21.70
- Bronze 1988 100 meter 10.69
- Guld 1987 200 meter 21.67
- Sølv 1987 100 meter 11.06
- Guld 1986 100 meter 10.48
- Sølv 1986 200 meter 21.67
- Bronze 1983 200 meter 21.88